# Malachy McCourt
Pour les articles homonymes, voir McCourt.
 (mars 2024).
La mise en forme du texte ne suit pas les recommandations de Wikipédia : il faut le « wikifier ».
Les points d'amélioration suivants sont les cas les plus fréquents. Le détail des points à revoir est peut-être précisé sur la page de discussion.
- Les titres sont pré-formatés par le logiciel. Ils ne sont ni en capitales, ni en gras.
- Le texte ne doit pas être écrit en capitales (les noms de famille non plus), ni en gras, ni en italique, ni en « petit »…
- Le gras n'est utilisé que pour surligner le titre de l'article dans l'introduction, une seule fois.
- L'italique est rarement utilisé : mots en langue étrangère, titres d'œuvres, noms de bateaux, etc.
- Les citations ne sont pas en italique mais en corps de texte normal. Elles sont entourées par des guillemets français : « et ».
- Les listes à puces sont à éviter, des paragraphes rédigés étant largement préférés. Les tableaux sont à réserver à la présentation de données structurées (résultats, etc.).
- Les appels de note de bas de page (petits chiffres en exposant, introduits par l'outil «  Source ») sont à placer entre la fin de phrase et le point final[comme ça].
- Les liens internes (vers d'autres articles de Wikipédia) sont à choisir avec parcimonie. Créez des liens vers des articles approfondissant le sujet. Les termes génériques sans rapport avec le sujet sont à éviter, ainsi que les répétitions de liens vers un même terme.
- Les liens externes sont à placer uniquement dans une section « Liens externes », à la fin de l'article. Ces liens sont à choisir avec parcimonie suivant les règles définies. Si un lien sert de source à l'article, son insertion dans le texte est à faire par les notes de bas de page.
- La présentation des références doit suivre les conventions bibliographiques. Il est recommandé d'utiliser les modèles {{Ouvrage}}, {{Chapitre}}, {{Article}}, {{Lien web}} et/ou {{Bibliographie}}. Le mode d'édition visuel peut mettre en forme automatiquement les références.
- Insérer une infobox (cadre d'informations à droite) n'est pas obligatoire pour parachever la mise en page.

Pour une aide détaillée, merci de consulter Aide:Wikification.
Si vous pensez que ces points ont été résolus, vous pouvez retirer ce bandeau et améliorer la mise en forme d'un autre article.
Malachy Gerard McCourt Jr., né le 20 septembre 1931 à Brooklyn, à New York, et mort le 11 mars 2024 dans la même ville, est un acteur et écrivain américain d'origine irlandaise.
Il est aussi entré en politique, en devenant le candidat du Parti Vert au poste de gouverneur de New York en 2006. Mais, il perd face au candidat démocrate Eliot Spitzer.
Il est le frère des écrivains Frank McCourt et Alphie McCourt.

## Biographie

### Enfance
Malachy Gerard McCourt naît à Brooklyn le 20 septembre 1931, d'Angela Malachy (née Sheehan) et de son père Malachy Gerard McCourt Sr., irlandais,, le jeune Malachy Gerard McCourt grandit à Limerick, une ville de l'ouest de l'Irlande, avant de retourner aux États-Unis en 1952.
Il est le frère des écrivains irlando-américains Frank McCourt et Alphie McCourt.
Son frère Alphie McCourt meurt en 2016, ce qui fait de Malachy Gerard McCourt le plus ancien de leurs sept descendants, au moment de sa mort en 2024.

## Carrière

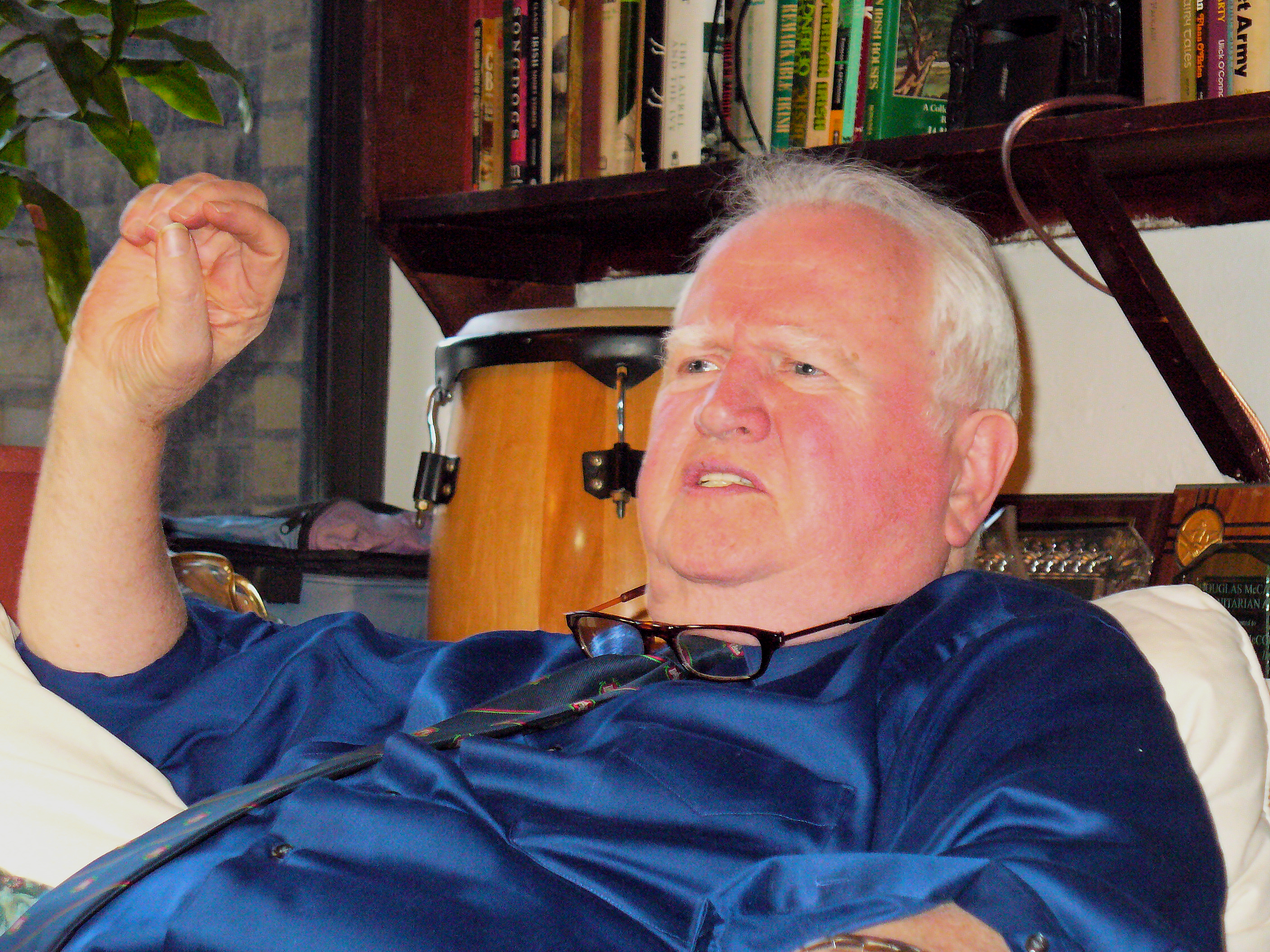
McCourt à son domicile en mars 2007

McCourt joue sur scène, mais aussi à la télévision où il figure dans plusieurs films de renom, dont The Molly Maguires (1970), The Brink's Job (1978), Q (1982), Brewster's Millions (1985), Tales from the Darkside dans le rôle du Dr Stillman dans Ursu Minor (2/10 - 1985), The January Man (1989), Beyond the Pale (2000) et Ash Wednesday (2002).
Il apparait également dans des feuilletons se déroulant à New York tels qu'Another World, Ryan's Hope, Search for Tomorrow et One Life to Live.

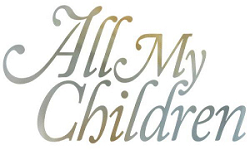
Logo du show All My Children, datant de 2013

L'acteur est aussi célèbre pour son apparition annuelle, chaque Noël, dans All My Children. Il y incarne le rôle du père Clarence, un prêtre qui n'apparait que pour donner des conseils inspirants aux citoyens de Pine Valley.

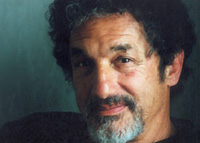
David Hess

En 1970, Malachy Gerard McCourt sort And the Children Toll the Passing of the Day. Il s'agit d'un album comportant ses créations orales sur vinyle. On y retrouve également des photos au dos de la couverture de l'album. Le producteur était David Hess.
Dans les années 1970, il anime un talk-show sur WMCA.
McCourt apparait occasionnellement dans divers programmes de WBAI, la radio politique de New York, jusqu'en 2023. Parmi ses multiples apparitions, on peut citer celle dans Radio Free Éireann. Il y animait aussi un forum radiophonique le dimanche matin. I
Après avoir joué dans Inherit the Wind, Love Letters et A Couple of Blaguards, qu'il co-écrit avec son frère Frank McCourt, il est régulièrement invité au Scranton Public Theatre de Scranton, en Pennsylvanie.
Dans le drame carcéral de HBO, Oz, il est représenté sous les traits d'un prêtre catholique. Il endosse ce rôle de courte durée au même titre que celui de Francis Preston Blair dans Gods and Generals (2003)[réf. nécessaire].
McCourt est propriétaire de Malachy's, un bar de la Troisième Avenue à New York. L'acteur Richard Harris, un de ses amis et clients fréquents, travaille pendant quelque temps derrière le bar[réf. nécessaire].

### Œuvres écrites

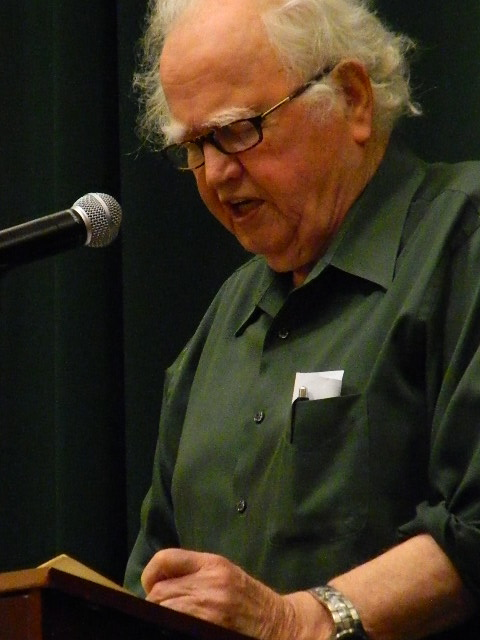
McCourt visite l'hommage annuel de Barnes & Noble Tribeca à James Joyce

McCourt a écrit deux mémoires, intitulés respectivement A Monk Swimming et Singing My Him Song. Il y détaille sa vie en Irlande puis son retour ultérieur aux États-Unis.
Il est également l'auteur d'autres ouvrages. C'est le cas avec son livre sur l'histoire de la ballade « Danny Boy » ou encore son recueil d'écrits irlandais, intitulé Voices of Ireland[réf. nécessaire].
En 1998, McCourt écrit A Monk Swimming, un mémoire de sa vie à Limerick, en Irlande, et de ses expériences lors de son arrivée aux États-Unis.
L'ouvrage mentionne son parcours et les nombreux obstacles auxquels l'acteur et écrivain irlando-américain a dû surmonter.
Après avoir d'abord travaillé comme débardeur, il a pu ouvrir sa taverne à succès à Manhattan. Celle-ci est fréquentée par des célébrités du divertissement, et apparaît notamment dans des émissions - débats télévisées.

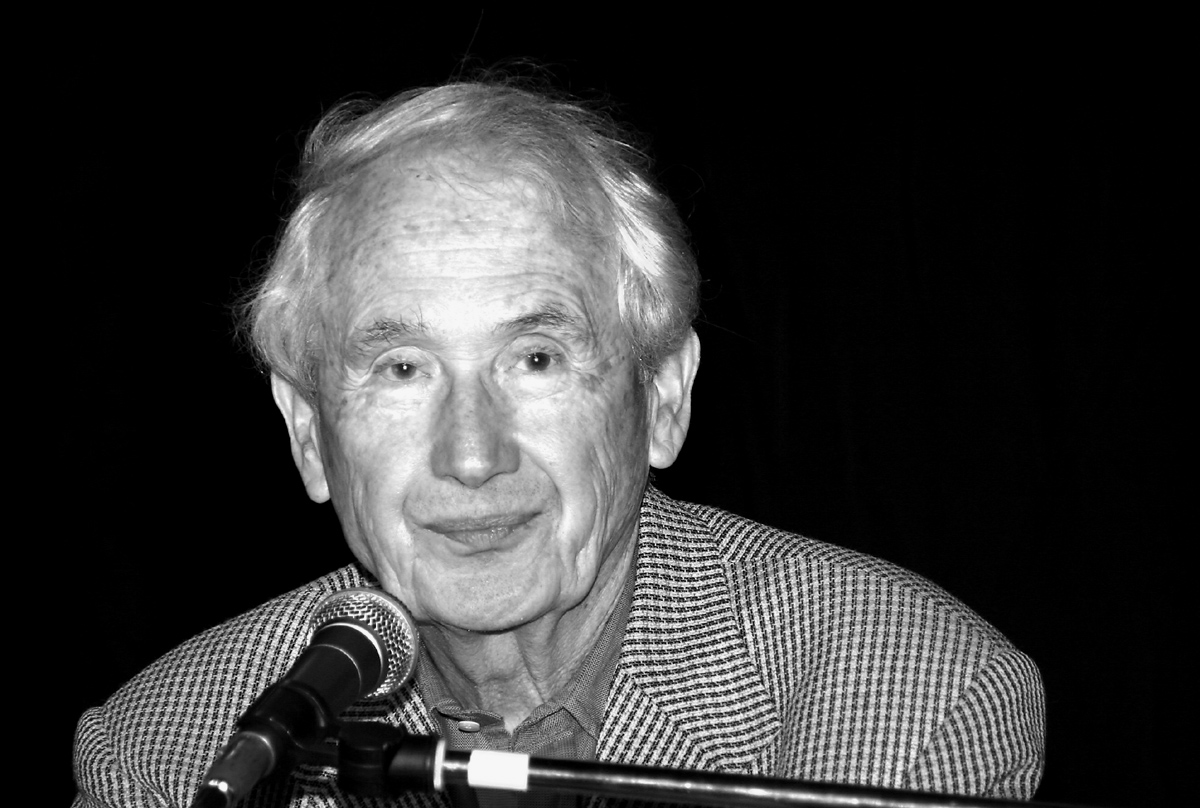
Frank McCourt

Ces mémoires reprennent à peu près là où Frank McCourt, le frère aîné de l'auteur, s'est arrêté à la fin après avoir remporté le prix Pulitzer pour son œuvre Angela's Ashes, ("Les Cendres d'Angela"). Ce livre a été écrit et publié avant que McCourt aîné ne publie ses propres oeuvres, 'Tis et Teacher Man. Malachy apparaît dans les mémoires de son frère aîné Frank McCourt.
Malachy McCourt fait part d'un récit différent, sinon plus brusque, de ses premières années à New York et des retours respectifs des deux frères, Frank et lui-même, dans leurs régions natales, et de la migration de ses deux autres frères, Michael et Alphie McCourt, nés à Limerick.
Certaines sections notables incluent :
- Une rencontre fortuite avec Elizabeth II et son mari, le prince Philip, duc d'Édimbourg, lors d'une réception organisée par un club de football pour le couple.
- Un « été de contentement » à Long Island a été passé à vivre, à boire et à avoir des relations avec des femmes mariées à Ocean Bay Park et à Fire Island la nuit. Ce, tout en vendant la Bible en porte-à-porte à travers la Great South Bay à Bay Shore.
- La description de l' Ancien Ordre des Hiberniens comme « les fils les plus médiocres d'Irlande » (paraphrase). Cela semble être lié à l'interdiction faite aux groupes homosexuels de défiler lors du défilé de la Saint-Patrick à New York.

Le livre est dédié à Paul O'Dwyer, un homme politique, humanitaire et compatriote irlandais de New York. Il décède dans les mêmes instants que le moment de la publication du livre. McCourt et O'Dwyer étaient des amis proches. Ils partageaient notamment les mêmes idées politiques.

### Politique
En avril 2006, McCourt annonce qu'il voulait devenir gouverneur de New York lors des élections de novembre 2006 en tant que candidat du Parti Vert.
Sous le slogan « Ne gaspillez pas votre vote, donnez-le-moi », son programme est relativement social. Il promet de rappeler la Garde nationale de New York d'Irak, de rendre l'enseignement public gratuit jusqu'à l'université et d'instituer un système de santé complet à l'échelle étatique.
Dans un sondage Zogby du 10 octobre, il n'obtient que 5 % des voix face au républicain John Faso qui en obtient 25 %. Les deux étant largement dominés, avec 63 % par le démocrate Eliot Spitzer.

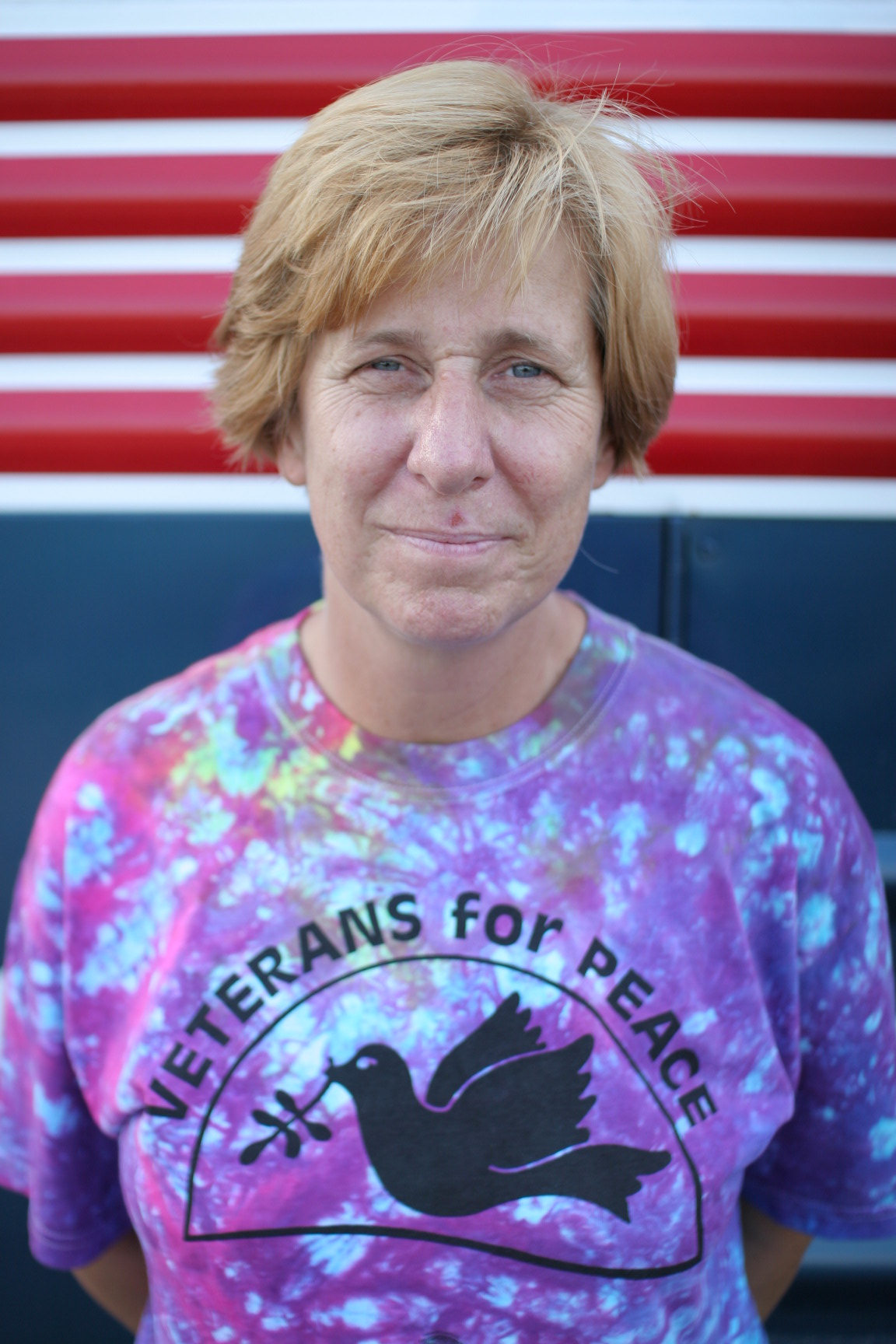
Cindy Sheehan

McCourt est soutenue par Cindy Sheehan qui adhère avec sa volonté de rappeler la Garde nationale de New York d'Irak. Mère d'un soldat mort pendant la guerre en Irak, elle est une militante pacifiste américaine.
Ex-membre du Parti démocrate, elle s'érige comme un symbole du mouvement contre la guerre d'Irak,.
La Ligue des électrices exclut McCourt du débat au poste de gouverneur.
À l'issue des élections générales, il arrive troisième avec 40 729 voix (soit un peu moins de 1 %). Il lui manquait 9 271 voix requises pour obtenir un accès automatique aux élections de 2010.

## Vie privée
McCourt épouse premièrement Linda Wachsman avec qui il donne naissance à deux enfants : une fille nommée Siobhán et un fils Malachy III.
En 1965, quatre ans après s'être divorcé de sa première épouse, il se marie avec Diane Galin. Ils ont ensemble deux fils : Conor et Cormac. Il a également une belle-fille, Nina Galin,.
En 1960, il devient l'un des quatre membres fondateurs du Manhattan Rugby Football Club.
Dans l'adaptation cinématographique des mémoires de son frère Angela's Ashes, dans lesquelles il apparait, McCourt est interprété par Peter Halpin.

Logo du journal "The New York Times"

En 2023, McCourt déclare au New York Times qu'il souffre de nombreux problèmes de santé, relativement graves. Il dévoile être atteint d'une maladie cardiaque, d'un cancer de la peau, d'un cancer de la prostate ainsi que d'une forme de dégénérescence musculaire.
Le 11 mars 2024, il meurt dans un hôpital de Manhattan, âgé de 92 ans,.

## Bibliographie

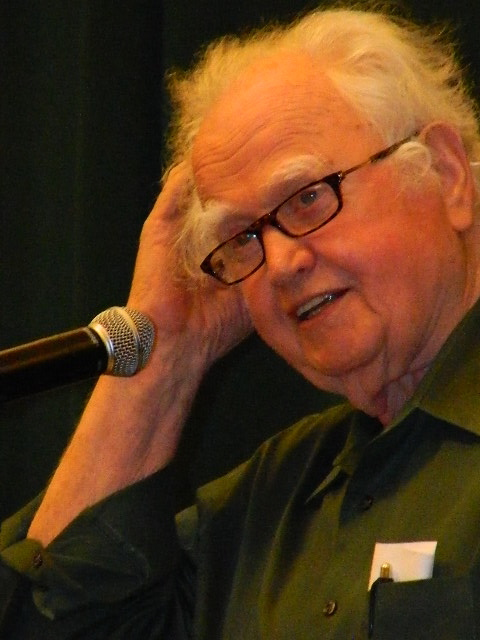
McCourt lit James Joyce à un public chez Barnes & Noble à Tribeca